# Linia M4 metra w Budapeszcie
Zielona linia metra w Budapeszcie – czwarta linia budapeszteńskiego metra licząca 14 stacji. Łączy dworce Budapest Kelenföld i Budapest Keleti.
Budowę rozpoczęto wiosną 2006 roku, natomiast oddano do użytku 28 marca 2014.

## Stacje
| Nazwa                         | Możliwość przesiadki | W pobliżu                             |
| ----------------------------- | --- | ------------------------------------- |
| Kelenföld vasútállomás        | 19, 49 8E, 40, 40B, 40E, 53, 58, 87, 87A, 88, 88A, 101B, 101E, 108E, 141, 150, 150B, 153, 154, 172, 173, 187, 188, 188E, 250, 250B, 251, 251A, 251E, 272 Budapeszt Kelenföld | Budapeszt Kelenföld                   |
| Bikás park                    | 7, 58, 114, 153, 213, 214 |                                       |
| Újbuda-központ                | 4, 17, 41, 47, 48, 56 33, 53, 58, 150, 150B, 153, 154, 212, 212A, 212B | Allee                                 |
| Móricz Zsigmond körtér        | 6, 17, 19, 41, 47, 48, 49, 56, 56A, 61 7, 27, 33, 33A, 58, 114, 213, 214, 240                                                                                                |                                       |
| Szent Gellért tér - Műegyetem | 19, 41, 47, 48, 49, 56, 56A 7, 107, 133E |                                       |
| Fővám tér                     | 2, 2B, 23, 47, 48, 49 83 15 | Bálna Budapest, Központi Vásárcsarnok |
| Kálvin tér                    | 47, 48, 49 72, 83 9, 15, 100E | Fővárosi Szabó Ervin Könyvtár         |
| Rákóczi tér                   | 4, 6 | Rákóczi téri vásárcsarnok             |
| II. János Pál pápa tér        | 28, 28A, 37, 37A, 62 99, 217E |                                       |
| Keleti pályaudvar             | 23, 24 73, 76, 78, 79, 80 5, 7, 7E, 8E, 20E, 30, 30A, 107, 108E, 110, 112, 133E, 230                                                                                         | Budapeszt Wschodni                    |